# Гейгер, Иоганн Непомук
Иоганн Непомук Гейгер (нем. Peter Johann Nepomuk Geiger; 11 января 1805[…], Мариахильф — 29 октября 1880[…], Вена) — австрийский художник, иллюстратор и педагог.

## Биография
Родился в семье скульптора. Сначала планировал посвятить себя скульптуре, однако в дальнейшем заинтересовался живописью. Учился в  Венской академии художеств, в дальнейшем (с 1853 года) многие годы являлся профессором там же, имел многочисленных известных учеников (Р. А. и С. ван Ханена и др.). 
В 1850 году сопровождал эрцгерцога Фердинанда-Максимилиана  (по другим данным, эрцгерцога Карла Людвига) в его путешествии по Востоку, где создал ряд этюдов, которые в дальнейшем легли в основу нескольких картин. 
Творчество Гейгера отличало большое разнообразие тем и техник. Он работал как станковый живописец, художник-декоратор, художник-график и книжный иллюстратор, создавал батальные, восточные (ориентальные), исторические и жанровые сцены, расписывал потолки в парадных залах дворца императора Австрии,  писал портреты современников и исторических лиц, иллюстрировал книги Шиллера, Гёте, Шекспира, и даже считается автором цикла порнографических рисунков, которые пользовались популярностью в его время. 
Однако, едва ли не в первую очередь, Гейгер известен как одарённый преподаватель, чьё имя часто упоминается в биографиях живописцев, получивших образование в Венской академии во второй половине XIX столетия, в числе их наиболее известных учителей.

## Галерея

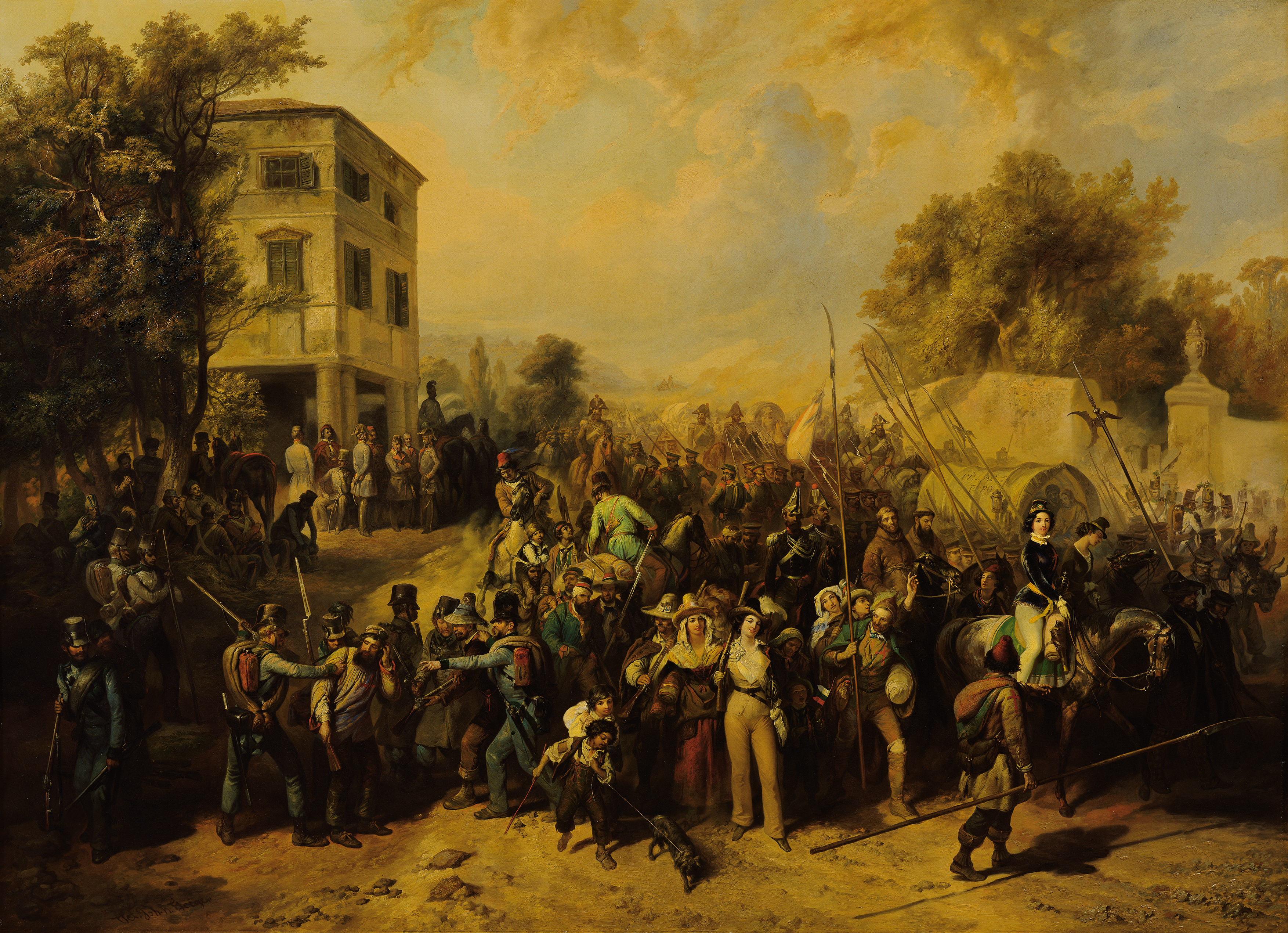
Исход из Виченцы.
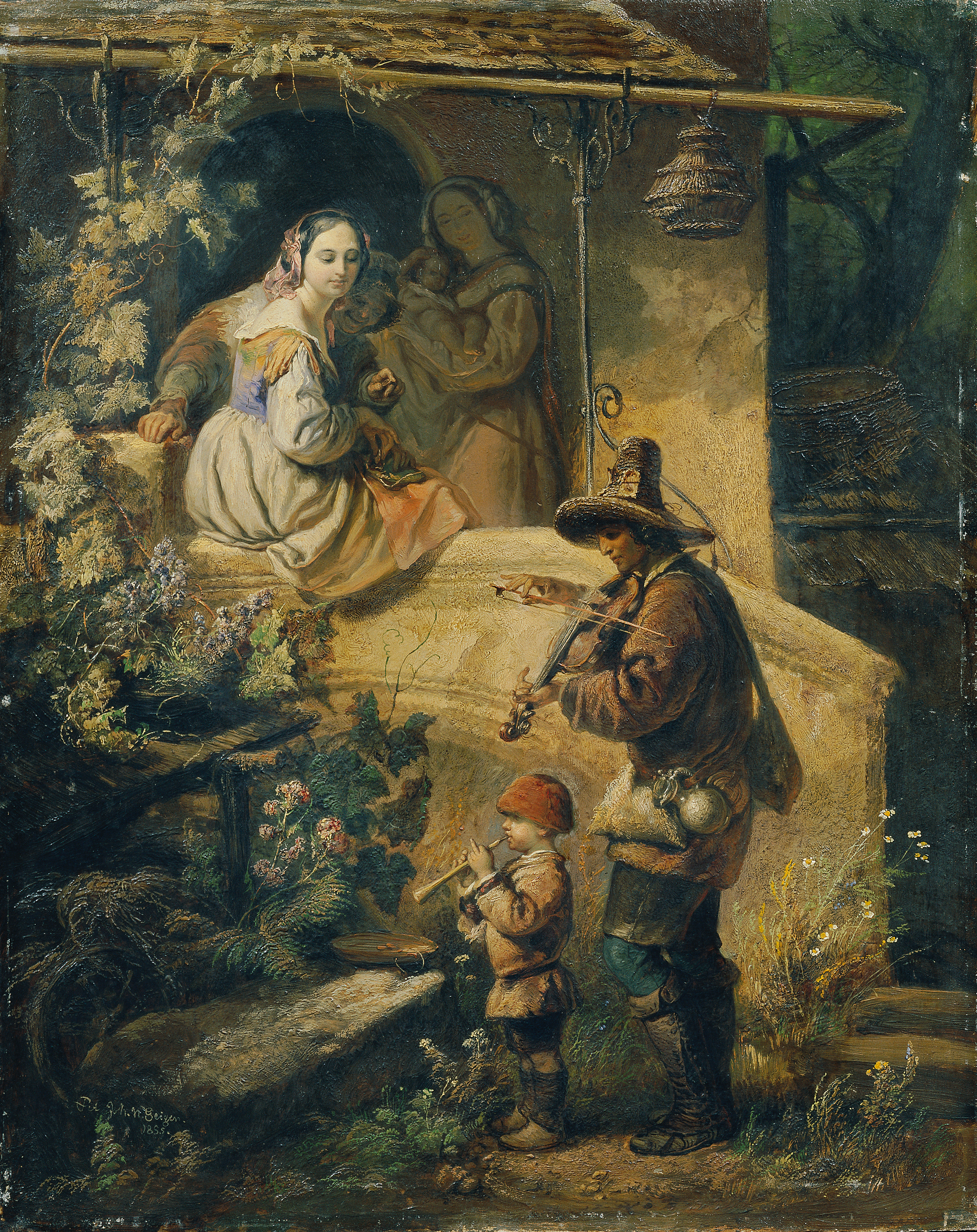
Итальянская сельская сцена (красавицы и странствующий музыкант).
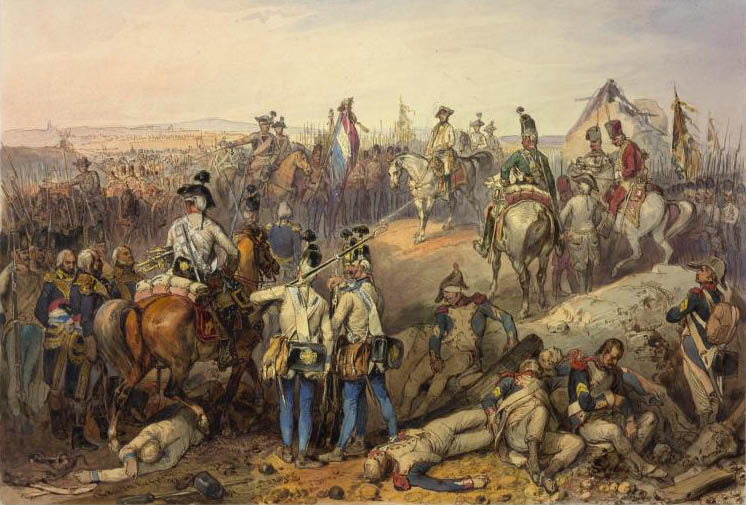
Битва при Неервиндене (1793)
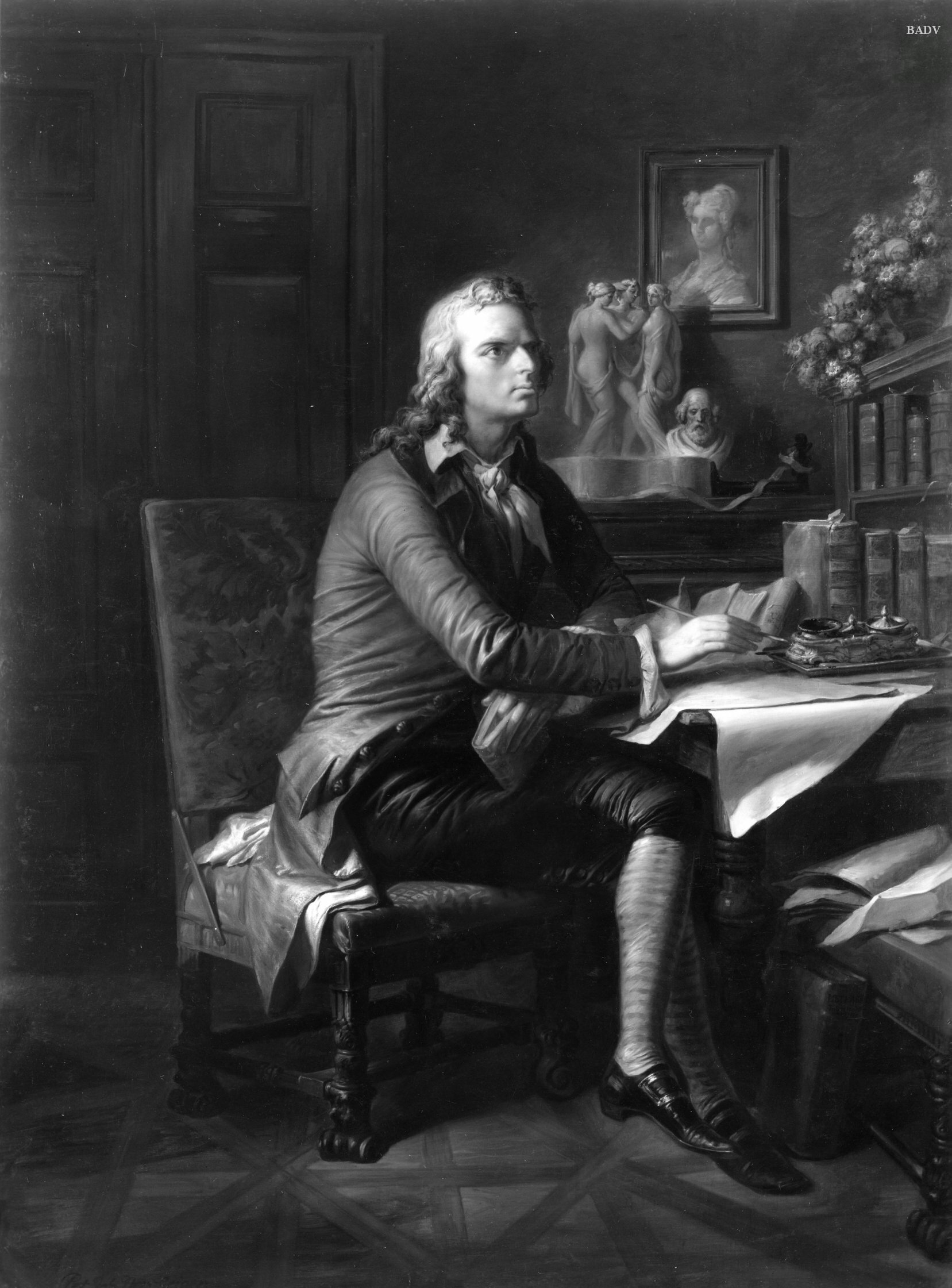
Портрет Шиллера.
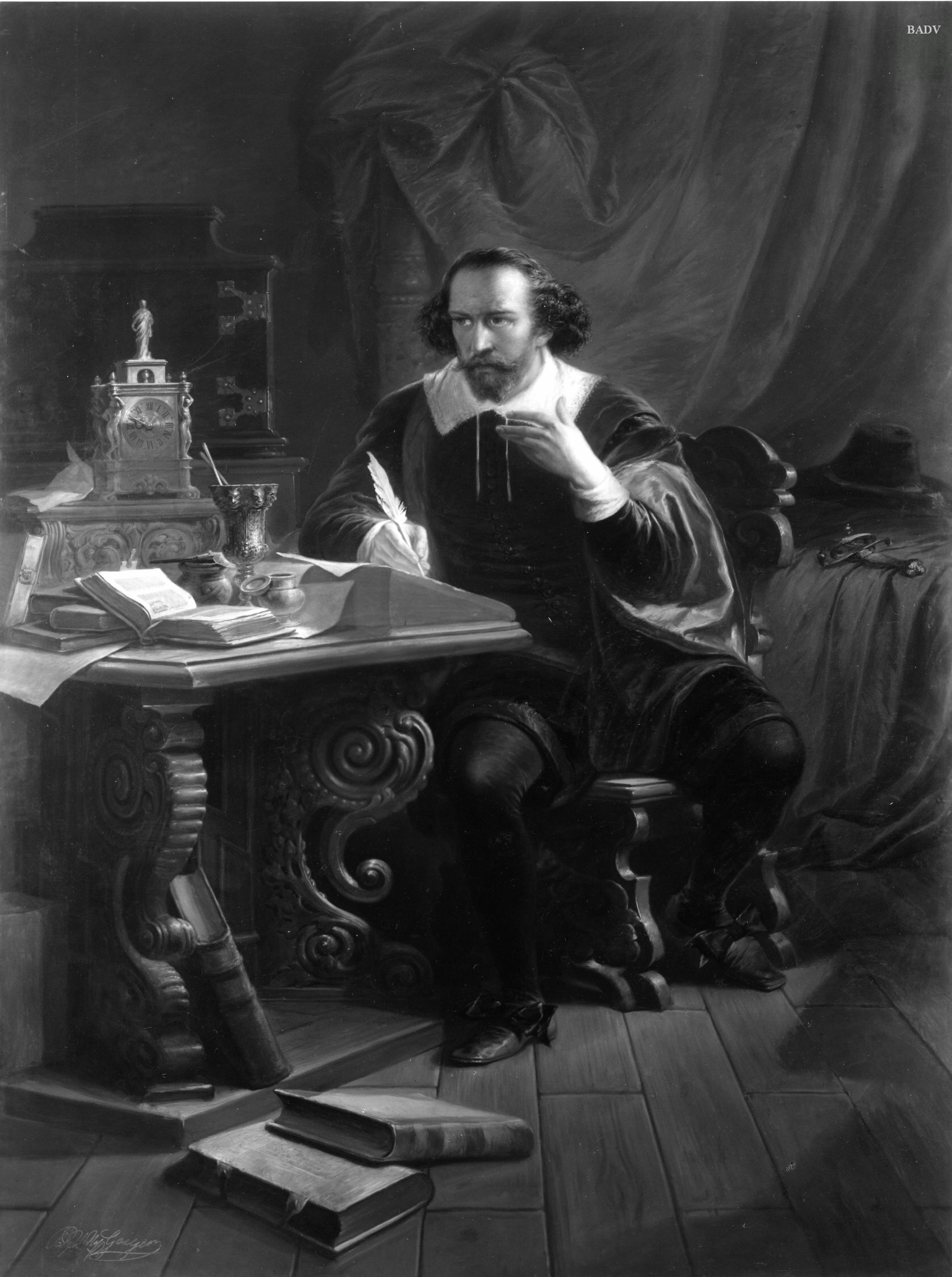
Портрет Шекспира.
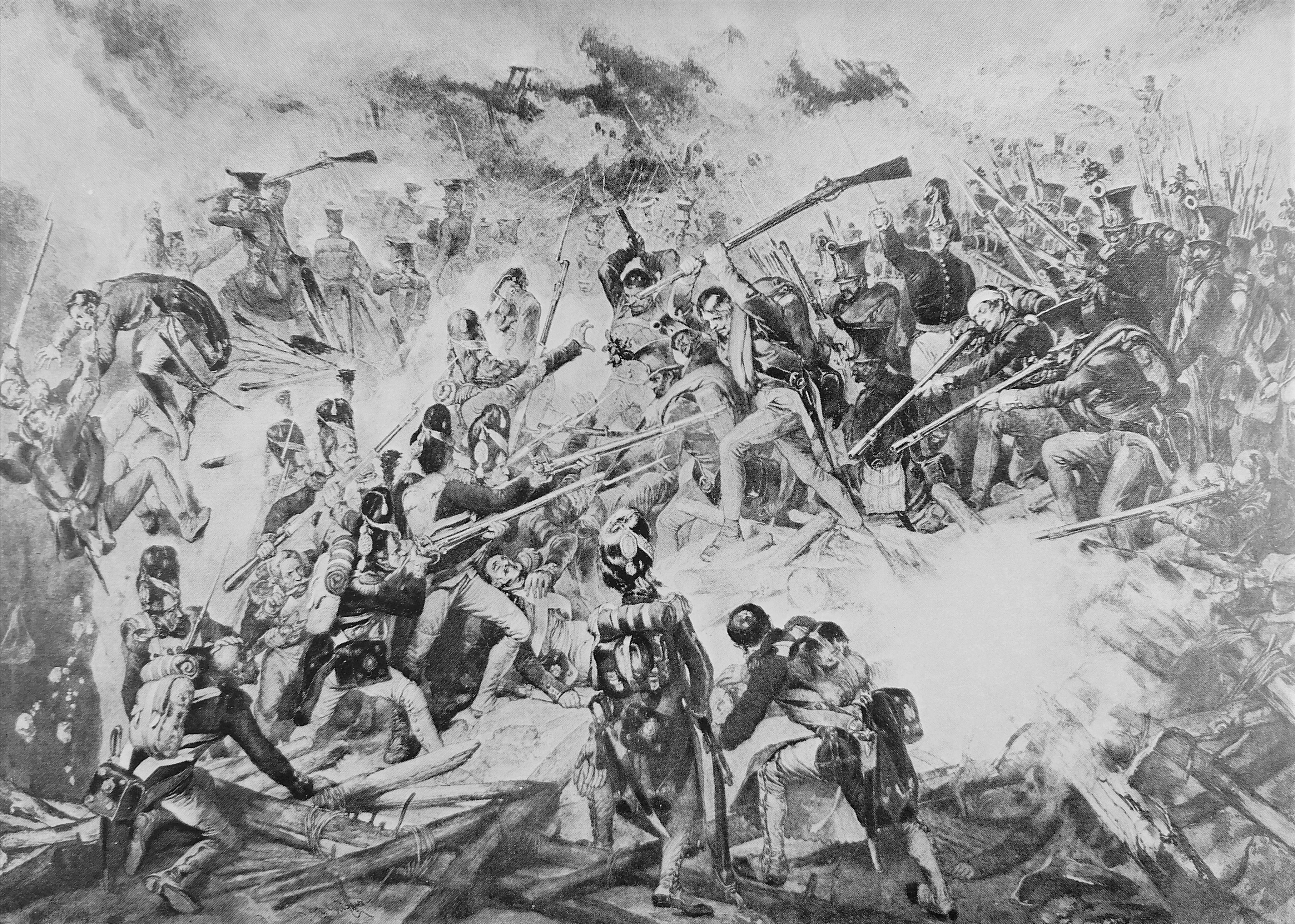
Эпизод Войны пятой коалиции.